# Harpobittacus nigriceps
Harpobittacus nigriceps är en näbbsländeart som först beskrevs av Selys-Longchamps 1868.  Harpobittacus nigriceps ingår i släktet Harpobittacus och familjen styltsländor. Inga underarter finns listade i Catalogue of Life.